# International Entrepreneurship Review
„International Entrepreneurship Review”, wcześniej „Przedsiębiorczość Międzynarodowa” – ogólnopolskie czasopismo naukowe otwartego dostępu poświęcone ekonomii i zarządzaniu wydawane od 2015 przez Uniwersytet Ekonomiczny w Krakowie. Na jego łamach publikowane są wyniki badań, analizy teoretyczne oraz recenzje w języku angielskim oraz języku polskim. 
Czasopismo znajduje się w wykazie czasopism naukowych prowadzonym przez Ministra Edukacji i Nauki z przyznaną liczbą 100 punktów.

## Redakcja[2]
- Krzysztof Wach - redaktor naczelny
- Marek Maciejewski - sekretarz
- Krystian Bigos
- Elżbieta Bombińska
- Beata Buchelt
- Mariola Cieszewska Mlinarić (Akademia Leona Koźmińskiego)
- Wojciech Giza
- Agnieszka Głodowska
- Agnieszka Hajdukiewicz
- Bożena Pera
- Marcin Salamaga

## Indeksowanie w bazach danych (m.in.)
- BazEkon
- BazHum
- DOAJ
- Google Scholar